# 威廉·拉塞尔
威廉·拉塞尔（英語：William Lassell，1799年6月18日—1880年10月5日），英国天文学家，出生于博尔顿。拉塞尔早年曾从事啤酒酿造行业，积聚了不少财富，从而可以毫无顾虑的发展其对天文学的爱好。他在利物浦附近建立了一座天文台，配备有一架24英寸（610毫米）反射望远镜——就是在这架望远镜上，拉塞尔开创性的使用了利用赤道仪追踪天体的简易方法。同时他还使用自己设计的仪器亲自磨制、抛光望远镜镜片。

## 生平
1846年，仅仅在德国天文学家约翰·戈特弗里德·伽勒发现海王星之后17天，拉塞尔就发现了海王星最大的卫星海卫一。1848年，他与美国天文学家邦德父子(威廉·克蘭奇·邦德、喬治·邦德)各自独立发现了土卫七。1851年，他又发现了天王星的两颗新卫星天卫一和天卫二。
1851年维多利亚女王访问利物浦时，拉塞尔是唯一一位女王特别要求会见的当地人。
1855年，拉塞尔建造了一架48英寸（1200毫米）望远镜，考虑到马耳他拥有较之英国更好的观测条件，他将新天文台设置在了该岛之上。
1849年，拉塞尔获得了英國皇家天文學會金質獎章；从1870年开始，他担任了两年的英國皇家天文學會会长。
1880年，拉塞尔卒于梅登黑德。他去世后，留下了8万磅的遗产（相当于现在的数百万美元）。
为了纪念他，月球、火星上各有一个撞击坑以他的名字命名；此外，还有一个海王星环被命名为拉塞尔环。

### 讣告
- AN 98(1881) 108 （页面存档备份，存于） （德文）
- MNRAS 41(1881) 188 （页面存档备份，存于）